# Daryl Janmaat
Daryl Janmaat (nascut el 22 de juliol de 1989) és un jugador professional de futbol neerlandès que juga al Feyenoord i l'equip nacional dels Països Baixos, com a lateral dret.
El 13 de maig de 2014 va ser inclòs per l'entrenador de la selecció dels Països Baixos, Louis Van Gaal, a la llista preliminar de 30 jugadors per representar aquest país a la Copa del Món de Futbol de 2014 al Brasil. Finalment va ser confirmat en la nòmina definitiva de 23 jugadors el 31 de maig.